# Шел Риџ (Калифорнија)
Шел Риџ (енгл. Shell Ridge) насељено је место без административног статуса у америчкој савезној држави Калифорнија.

## Демографија
По попису из 2010. године број становника је 959.
| Група             | 2000.    | 2010.       |
| Белци             | 0 (0,0%) | 786 (82,0%) |
| Афроамериканци    | 0 (0,0%) | 5 (0,5%)    |
| Азијати           | 0 (0,0%) | 73 (7,6%)   |
| Хиспаноамериканци | 0 (0,0%) | 59 (6,2%)   |
| Укупно            | 0        | 959         |